# Katonaara

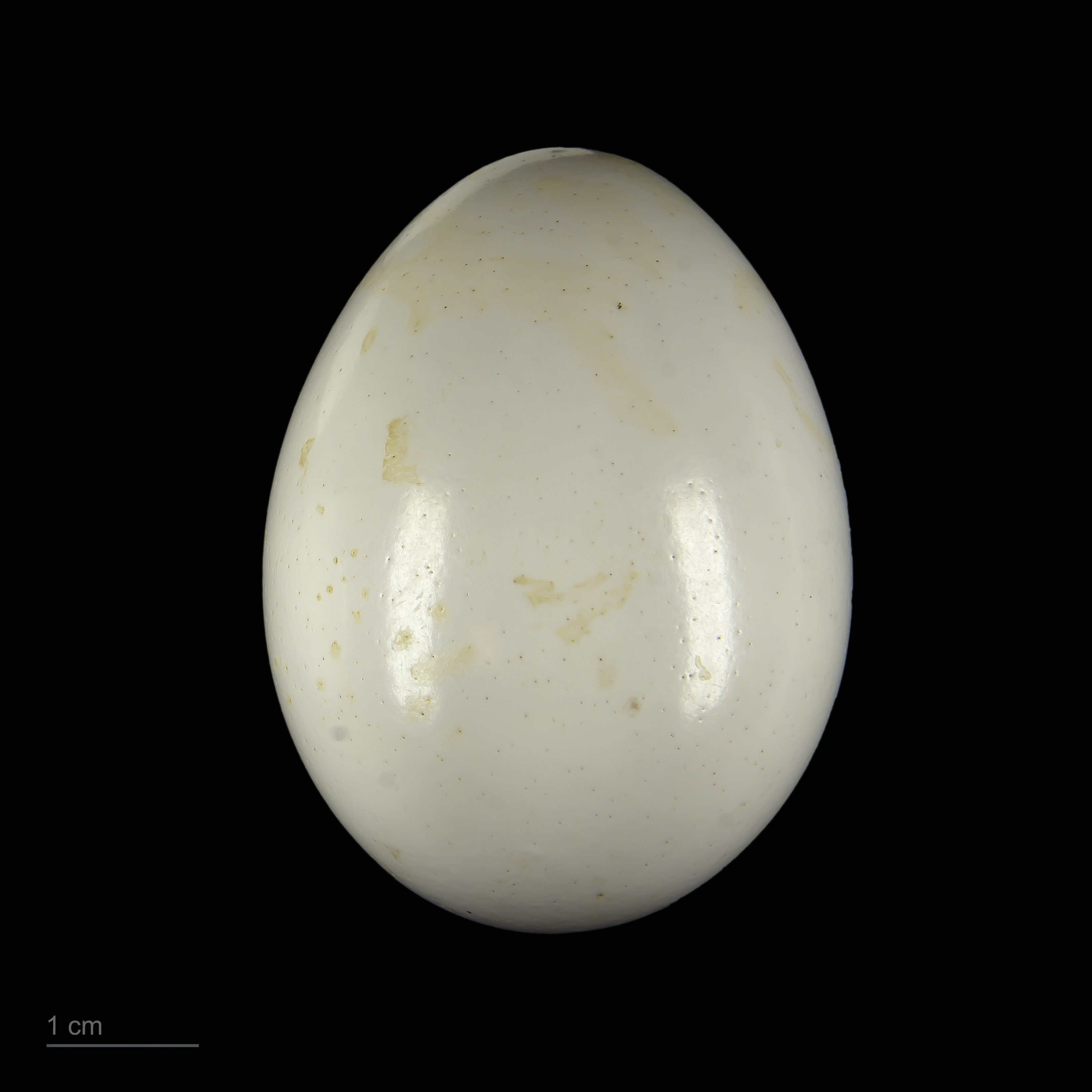
Tojása

A katonaara (Ara militaris) a madarak osztályának papagájalakúak (Psittaciformes) rendjébe és a papagájfélék (Psittacidae) családjába tartozó faj.

## Rendszerezése
A fajt Carl von Linné svéd természettudós írta le 1766-ban, a Psittacus nembe Psittacus militaris néven.

## Alfajai
- Katonaara (Ara militaris militaris) – Venezuela, Kolumbia, Ecuador és  Peru területén él.
- Mexikói katonaara (Ara militaris mexicana) – Törzsalaknál valamivel nagyobb, színei egy kicsit sötétebbek. A természetben pár száz található.
- Bolíviai katonaara (Ara militaris boliviana) – Torka vörösesbarna, fülfedői inkább vörösesek, élőhelye Bolívia, Észak-Argentína.

## Előfordulása
Mexikó és Dél-Amerika 600-2600 m közötti esőerdeiben él. Elterjedési területe Mexikó déli részétől délre egészen Argentína északi részéig terjed. Természetes élőhelyei a szubtrópusi- és trópusi száraz erdők, síkvidéki és hegyi esőerdők. Magassági vonuló.

## Megjelenése
Testhossza 71 cm, szárnyfesztávolsága 99-110 cm, testtömege 900-1100 g. Alapszíne sárga és zöld, szárnya sötétkék, homlokán a bozontos tollak és a kantárán lévő, szőrszerú dísztollak skarlátvörösek. Súlya 1 kg. A tojó valamivel kisebb mint a hím.
|  |  |

## Életmódja
Trópusi- és szubtrópusi erdők lakója, 40-50 fős csapatokban, keresi táplálékát, ami jessenia bataua pálma, miatyánkcserje gyümölcse és fikuszfélékből áll.

## Szaporodása
Költési időszaka márciustól augusztusig tart, fészkét fák üregében, vagy mészkő sziklákra rakja. Előszeretettel foglalja el a császárharkály elhagyott fészkét, ami 20 méter magas fákon található.

## Természetvédelmi helyzete
Az elterjedési területe még nagyon nagy, de csökken, egyedszáma 2000-7000 példány közötti és gyorsan csökken. A Természetvédelmi Világszövetség Vörös listáján sebezhető fajként szerepel.
Összehangolt tenyésztéssel próbálják meg megmenteni a fajt a teljes kipusztulástól. Európában az Európai Állatkertek és Akváriumok Szövetsége felügyelete alá tartozó Európai Veszélyeztetett Fajok Programja (EEP) keretében tenyésztik a faj mexikói alfajának egyedeit.
Fogságban sem tartozik a leggyakoribb arák közé. Magyarországon állatkertek közül a Nyíregyházi Állatparkban tartják mexikói alfaját.